# Telumo
Telumo (em latim: Tellumo) é uma divindade da mitologia romana que simboliza o crescimento e o desabrochar da natureza. Ele é a contraparte masculina da deusa Telo.
É um dos di indigetes ("deuses indígenas"), grupo de deuses, deusas e espíritos romanos que não foram adotados de outras mitologias, em oposição aos di novensides, segundo a terminologia de Georg Wissowa. Isso implica dizer que são estes deuses originariamente romanos.